# Abbie Taylor
Pour les articles homonymes, voir Taylor.
Abbie Taylor, née le 3 septembre 1993 à Sheffield, est une coureuse cycliste britannique, spécialiste du BMX.

## Biographie
Originaire d'Angleterre, Abbie Taylor est issue d'une famille pratiquant le BMX. Elle commence à courir à l'âge de six ans. En 2011, elle remporte la médaille d'argent aux mondiaux juniors.  
Elle représente la Grande-Bretagne en Coupe du monde de BMX entre 2010 et 2016. Elle termine troisième de la manche d'Abbotsford en 2012 et figure en tant que remplaçante pour l'équipe de Grande-Bretagne aux Jeux olympiques d'été de 2012,.
En 2014, elle devient championne de Grande-Bretagne de BMX. Elle arrête sa carrière à l'issue de la saison 2016.

## Palmarès en BMX

### Championnats du monde
- Copenhague 2011
  -  Médaillée d'argent du BMX juniors

### Coupe du monde
- 2010 : 34e du classement général
- 2011 : 47e du classement général
- 2012 : 12e du classement général, podium sur la manche d'Abbotsford
- 2013 : 31e du classement général
- 2014 : 41e du classement général
- 2016 : 41e du classement général

### Coupe d'Europe
- 2016 : 3e du classement général

### Championnats de Grande-Bretagne
- 2014
  -  Championne de Grande-Bretagne de BMX